# Curt von Tütchenrode
Curt von Tütchenrode, auch von Tütgerode, von Tutcheroda o. ä. († um 1540), war ein Vasall der Grafen von Schwarzburg. Er schloss sich als Adliger Anfang Mai 1525 dem christlichen Bund von Thomas Müntzer im deutschen Bauernkrieg an.

## Leben
Curt stammt aus der alteingesessenen Adelsfamilie von Tütchenrode aus dem Südharz und war Besitzer eines in der Grafschaft Schwarzburg gelegenen Rittergutes. Auf Vermittlung seines Lehnsherrn Graf Günther XL. von Schwarzburg-Blankenburg schloss er sich gemeinsam mit anderen adligen Vasallen, darunter Balthasar von Bendeleben, den aufständischen Bauern um Thomas Müntzer an. Letzterer bestätigte am 4. Mai 1525 vor Duderstadt schriftlich dem Schwarzburger Grafen die Aufnahme Tütchenrodes in den christlichen Bund.